# 1467
1467 (MCDLXVII) a fost un an comun al calendarului iulian, care a început într-o zi de joi.

## Evenimente
- 14-15 decembrie: Bătălia de la Baia: Victoria lui Ștefan cel Mare asupra regelui Ungariei Matei Corvin.

### Nedatate
- 1467-1477. Războiul Onin. Război civil care s-a desfășurat în Japonia și a izbucnit dintr-o dispută legată de succesiunea la funcția de shogun.

## Nașteri
- 1 ianuarie: Sigismund I, rege al Poloniei (d. 1548)

## Decese
- 15 iunie: Filip cel Bun, 70 ani, Duce de Burgundia (n. 1396)
- 3 septembrie: Eleanor a Portugaliei, 32 ani, soția lui Frederic al III-lea, Împărat Roman (n. 1434)